# Llista d'amfibis i rèptils de Catalunya

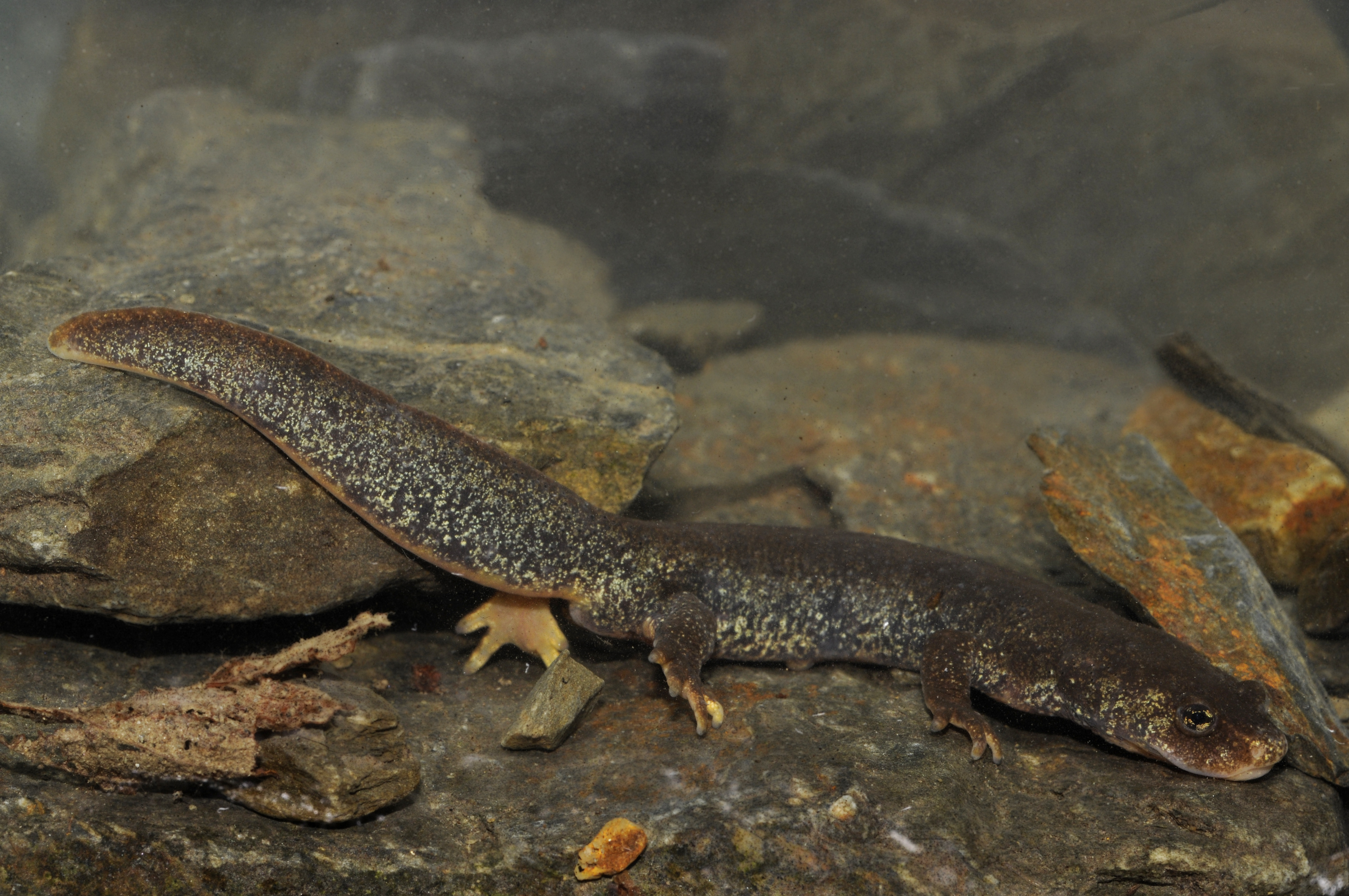
El tritó del Montseny, l'única espècie vertebrada que només habita a Catalunya, actualment està en perill d'extinció.

En la llista a continuació hi figura la totalitat de les espècies d'amfibis i rèptils que habiten a Catalunya, així com la seva distribució a la resta del món.
Existeixen unes 6.350 espècies d'amfibis arreu del món, de les quals només 16 habiten a Catalunya, i de totes aquestes només una, el tritó del Montseny, és purament endèmica de Catalunya. Pel que fa a rèptils, n'hi ha més de 8.200 espècies de les quals 35 habiten a Catalunya.

## Amfibis

### Salamàndrids
| Espècie                | Nom comú           | Distribució | Descripció | EC            | Imatge |
| ---------------------- | ------------------ | ----------- | --- | ------------- | ------ |
| Salamandra salamandra  | Salamandra comuna  | [ 6 ]       | Té una longitud mitjana de 18 cm i la pell llisa. És inconfusible pels seus colors vius, fons negre amb taques grogues molt variables, indicador de les secrecions irritants que pot desprendre, cosa que li serveix de defensa davant els depredadors.                                                         | [ 7 ] [ 8 ]   |        |
| Pleurodeles waltl      | Ofegabous          | [ 9 ]       | És el tritó més gran d'Europa. Pot assolir els 30 cm de longitud, dels quals aproximadament la meitat corresponen a la cua. La coloració pot variar del gris fosc a gris clar en la zona dorsal, amb la zona ventral gairebé blanca.                                                                            | [ 10 ] [ 11 ] |        |
| Calotriton asper       | Tritó pirinenc     | [ 12 ]      | Mesura de 10 a 15 cm de llarg dels quals gairebé la meitat corresponen a la cua, força aprimada. Té el dors color castany fosc i uniforme, de vegades amb alguna taca groga o una ratlla longitudinal groga a l'esquena. A diferència d'altres espècies de tritons, l'adult no té cresta a l'esquena ni la cua. | [ 13 ] [ 14 ] |        |
| Calotriton arnoldi     | Tritó del Montseny | [ 1 ]       | És considerada l'única espècie de vertebrat endèmica de Catalunya. Es calcula que la població total no supera els 1.500 exemplars adults i l'àrea de distribució és inferior als 10 quilòmetres quadrats. | [ 15 ]        |        |
| Triturus marmoratus    | Tritó verd         | [ 16 ]      | Pot arribar a fer fins a 17 cm de llarg. Té la pell aspra i de color verd i amb jaspiat de color marró o negre. El ventre és gris fosc amb taquetes blanques o fosques i el cap és ample, pla i amb glàndules paròtides.                                                                                        | [ 17 ] [ 18 ] |        |
| Lissotriton helveticus | Tritó palmat       | [ 20 ]      | És un tritó relativament petit, no arriba als 10 cm. El dors és de color és marró i el ventre groc clar. Té una franja fosca lateral que travessa els ulls de banda a banda del cap. | [ 21 ] [ 22 ] |        |

### Discoglòssids
| Espècie             | Nom comú        | Distribució | Descripció | EC            | Imatge |
| ------------------- | --------------- | ----------- | --- | ------------- | ------ |
| Alytes obstetricans | Tòtil           | [ 23 ]      | No sol excedir dels 5 cm. El mascle és l'encarregat de portar els ous fecundats durant tot un mes entre les potes posteriors. És rara la seva activitat durant el dia.            | [ 24 ] [ 25 ] |        |
| Discoglossus pictus | Granota pintada | [ 26 ]      | Mesura entre 3 a 6 cm de llargada. Té la pupil·la arrodonida, el musell força punxegut, la pell amb berrugues petites, el disseny dorsal llis i el ventre generalment blanquinós. | [ 27 ] [ 28 ] |        |

### Pelobàtids
| Espècie             | Nom comú          | Distribució | Descripció | EC            | Imatge |
| ------------------- | ----------------- | ----------- | --- | ------------- | ------ |
| Pelobates cultripes | Gripau d'esperons | [ 29 ]      | Té un aspecte rabassut, morro arrodonit, pell llisa i ulls grossos, amb pupil·la vertical. Prefereix els terrenys sorrencs prop o força lluny de l'aigua, on només acudeix durant l'època de reproducció. | [ 30 ] [ 31 ] |        |

### Pelodítids
| Espècie             | Nom comú           | Distribució | Descripció | EC            | Imatge |
| ------------------- | ------------------ | ----------- | --- | ------------- | ------ |
| Pelodytes punctatus | Granoteta de punts | [ 32 ]      | Granota molt petita, d'uns 4 cm, amb potes posteriors llargues, cap pla i pupil·les verticals. El dors és de color variable, generalment amb taques verdes irregulars en un color marró clar, gris o fons verd oliva lleuger. | [ 33 ] [ 34 ] |        |

### Bufònids
| Espècie           | Nom comú        | Distribució | Descripció | EC            | Imatge |
| ----------------- | --------------- | ----------- | --- | ------------- | ------ |
| Bufo spinosus     | Gripau comú     | [ 35 ]      | És el gripau més gran de Catalunya, mesura uns 15 cm. El seu cos és compacte i té la pell farcida de berrugues d'aspecte espinós. Els ulls tenen l'iris de color coure vermellós i la pupil·la és horitzontal.    | [ 36 ] [ 37 ] |        |
| Epidalea calamita | Gripau corredor | [ 39 ]      | Rarament supera els 10 cm. La coloració dorsal és verdosa o grisenca amb taques més fosques, disposades irregularment. S'hi pot observar generalment una ratlla groguenca que va d'un cap a l'altre de l'esquena. | [ 40 ] [ 41 ] |        |

### Hílids
| Espècie           | Nom comú           | Distribució | Descripció | EC            | Imatge |
| ----------------- | ------------------ | ----------- | --- | ------------- | ------ |
| Hyla meridionalis | Reineta meridional | [ 42 ]      | És un dels amfibis més petits d'Europa, no passa dels 5 cm. Té la pell molt llisa i brillant podent presentar tons verds, groguencs i marrons. Té una gran capacitat de camuflatge. | [ 43 ] [ 44 ] |        |

### Rànids
| Espècie              | Nom comú                | Distribució | Descripció | EC            | Imatge |
| -------------------- | ----------------------- | ----------- | --- | ------------- | ------ |
| Rana temporaria      | Granota roja            | [ 45 ]      | De color bru rosat, sol medir uns 12 cm. És força aquàtica en època de reproducció, però fora d'aquest temps se la pot trobar força lluny de l'aigua.                                                            | [ 46 ] [ 47 ] |        |
| Pelophylax perezi    | Granota verda           | [ 49 ]      | Pot fer fins a 11 cm de longitud. Té un verd llampant amb alguns punts i ratlles negres. És una espècie estrictament aquàtica.                                                                                   | [ 50 ] [ 51 ] |        |
| Pelophylax kl. grafi | Granota híbrida de Graf |             | Degut el seu origen híbrid (entre la granota comuna i la verda, no té la categoria nomenclatural d'espècie com a tal. És molt similar a la granota verda, tant en forma com color, tot i que lleugerament major. |               |        |

## Rèptils

### Testudínids
| Espècie          | Nom comú             | Distribució | Descripció | EC     | Imatge |
| ---------------- | -------------------- | ----------- | --- | ------ | ------ |
| Testudo hermanni | Tortuga mediterrània | [ 53 ]      | És herbívora i diürna. Generalment pot arribar a edats comparables a les dels humans. La destrucció dels seus hàbitats i la seva popularitat com a animals de companyia n'han delmat significativament les poblacions salvatges. | [ 54 ] |        |

### Geoemídids
| Espècie          | Nom comú          | Distribució | Descripció | EC     | Imatge |
| ---------------- | ----------------- | ----------- | --- | ------ | ------ |
| Mauremys leprosa | Tortuga de rierol | [ 55 ]      | Té la closca de color verd terrós o marró i una longitud mitjana de 15 cm. És aplanada, amb la quilla vertebral lleugerament marcada. El plastró és groc, de vegades amb taques negres. | [ 56 ] |        |

### Emídids
| Espècie          | Nom comú         | Distribució | Descripció | EC            | Imatge |
| ---------------- | ---------------- | ----------- | --- | ------------- | ------ |
| Emys orbicularis | Tortuga d'estany | [ 57 ]      | Mesura uns 30 centímetres de llargada, arrodonida, fosca, de color gris, verdós o negre, amb taques i línies grogues. Compta amb 5 plaques vertebrals i 4 plaques costals, a vegades dividides o fragmentades. | [ 58 ] [ 59 ] |        |

### Quelònids
| Espècie                | Nom comú       | Distribució | Descripció | EC            | Imatge |
| ---------------------- | -------------- | ----------- | --- | ------------- | ------ |
| Caretta caretta        | Tortuga careta | [ 60 ]      | Té un pes de 65 a 107 kg i una longitud de 82 a 109 cm. Els colors varien entre el cafè fosc i el groc ataronjat, el dors és de color crema. Té aletes de dues arpes especialitzades per nedar grans distàncies i el cap gran i arrodonit. | [ 61 ] [ 62 ] |        |
| Chelonia mydas         | Tortuga verda  | [ 63 ]      | Té un cos aplanat dorsoventralment, un cap amb coll curt, aletes amb forma de rem adaptades per la natació. La seva closa és coneguda per tenir diversos patrons de colors que canvien al llarg del temps.                                 | [ 64 ] [ 65 ] |        |
| Eretmochelys imbricata | Tortuga carei  | [ 66 ]      | Té la forma del cos aplanada, una closca que la protegeix i aletes adaptades per nedar per mar obert. És fàcil de distingir-la d'altres tortugues marines gràcies al seu bec punxegut i corbat amb una prominent mandíbula superior.       | [ 67 ] [ 68 ] |        |

### Dermoquèlids
| Espècie              | Nom comú      | Distribució | Descripció | EC            | Imatge |
| -------------------- | ------------- | ----------- | --- | ------------- | ------ |
| Dermochelys coriacea | Tortuga llaüt | [ 66 ]      | El seu tret més remarcable és l'absència visible d'una cuirassa dura, al contrari del que passa en la majoria de les altres tortugues. El dors de l'animal presenta set crestes: la del mig és la cresta vertebral i les altres sis són les crestes laterals. Pot pesar fins a 600 kg i mesurar fins a 2 metres. | [ 67 ] [ 69 ] |        |

### Gecònids
| Espècie               | Nom comú    | Distribució | Descripció | EC            | Imatge |
| --------------------- | ----------- | ----------- | --- | ------------- | ------ |
| Hemidactylus turcicus | Dragó rosat | [ 70 ]      | Mesura entre 40 i 50 mm del musell a la cloaca. Encara que la coloració és variable, generalment és gris clar, rosat o marronós, amb nombroses taques fosques. Té el dors i la cua coberts per petites escates granulars.                                       | [ 71 ] [ 72 ] |        |
| Tarentola mauritanica | Dragó comú  | [ 73 ]      | És un dragó gran i robust, pot arribar als 19 cm de longitud (inclosa la cua, que acostuma a suposar aproximadament un 50% de la llargada de l'individu). La coloració és fosca, grisenca, amb 4 o 5 bandes transversals fosques de forma irregular en el dors. | [ 74 ] [ 75 ] |        |

### Escíncids
| Espècie             | Nom comú        | Distribució | Descripció | EC            | Imatge |
| ------------------- | --------------- | ----------- | --- | ------------- | ------ |
| Chalcides bedriagai | Lludrió ibèrica | [ 76 ]      | El tronc és molt allargat i el cap aixafat. Pot arribar a mesurar com a molt 16 cm. Les potes són tan petites que gairebé no són funcionals. Habita a la sorra preferentment en llocs amb vegetació dispersa d'arboç i matoll sec. | [ 77 ] [ 78 ] |        |
| Chalcides striatus  | Lludrió llistat | [ 79 ]      | Té un cap petit, triangular, eixamplada i amb musell arrodonit. Cos curt i gruixut de secció arrodonida o quadrangular, recobert d'escates llises i brillants.                                                                     | [ 80 ] [ 81 ] |        |

### Ànguids
| Espècie         | Nom comú | Distribució | Descripció | EC     | Imatge |
| --------------- | -------- | ----------- | --- | ------ | ------ |
| Anguis fragilis | Vidriol  | [ 82 ]      | Es tracta d'un llangardaix sense potes que sovint es confon amb una serp. Pot assolir fins a 50 cm. La cua és llarga, sovint més llarga que el conjunt del cos i el cap, però com altres llangardaixos té la capacitat d'automutilar-se per evadir-se d'un predador. | [ 83 ] |        |

### Lacèrtids
| Espècie                    | Nom comú                   | Distribució | Descripció | EC              | Imatge |
| -------------------------- | -------------------------- | ----------- | --- | --------------- | ------ |
| Acanthodactylus erythrurus | Sargantana cua-roja        | [ 84 ]      | Mesura un 7-8 cm des del cap a la cloaca, i uns 15 més de cua. El dors és grisós amb ratlles longitudinals blanques més o menys marcades i amb taques fosques. La part inferior de la cua és d'un color rogenc molt característic.                                           | [ 84 ] [ 85 ]   |        |
| Psammodromus algirus       | Sargantana cuallarga       | [ 86 ]      | Pot arribar a mesurar fins a 27 cm, sent la cua dues terceres parts del total. Les escates que recobreixen el dors i els flancs són aquillades i alhora imbricades, tret que també s'estén a les ventrals.                                                                   | [ 87 ] [ 88 ]   |        |
| Psammodromus hispanicus    | Sargantana corredora       | [ 89 ]      | Pot arribar a mesurar fins a 15 cm. La seva coloració varia entre el marró i el cendrós amb dues ratlles longitudinals d'un color groguenc a cada costat juntament amb taques marrons i negres.                                                                              | [ 90 ] [ 91 ]   |        |
| Timon lepidus              | Llangardaix ocel·lat       | [ 93 ]      | És un llangardaix molt gran. Pot arribar a superar els 24 cm entre el cap i la cloaca i els 70 cm de longitud total. El cos és robust amb el cap gros i ample. És de color verd o bru, amb ocels blaus als costats del cos.                                                  | [ 94 ] [ 95 ]   |        |
| Lacerta bilineata          | Lluert                     | [ 97 ]      | És un llangardaix àgil i ràpid que pot fer uns 40 cm de llargada màxima. És de color verd brillant amb punts marronosos, tret dels laterals del cap que són de color cian.                                                                                                   | [ 98 ] [ 99 ]   |        |
| Lacerta agilis             | Llangardaix pirinenc       | [ 100 ]     | Sol fer de 9 a 11 cm del cap a la cloaca, i 15 cm més de cua. La seva morfologia general s'adiu a la d'una sargantana de cap curt i alt, cos rabassut i potes força curtes. Un tret molt característic consisteix en la presència d'una banda vertebral molt patent al dors. | [ 101 ] [ 102 ] |        |
| Zootoca vivipara           | Sargantana vivípara        | [ 103 ]     | La seva longitud és menor de 12 cm, excloent la cua que pot fer des d'1,5 a dues vegades el seu cos. El color i patró d'aquesta espècie és remarcablement variable. Normalment és marró, però es poden trobar exemplars de color gris, castany oliva o negre.                | [ 104 ] [ 105 ] |        |
| Iberolacerta bonnali       | Sargantana pirinenca       | [ 107 ]     | És una sargantana de grandària mitjana que mesura de 50 a 55 mm. El dors és de color grisenc, amb dues línies fosques al llarg del dors. | [ 107 ] [ 108 ] |        |
| Iberolacerta aurelioi      | Sargantana pallaresa       | [ 110 ]     | Habita entre els 2.000 i 3.000 metres a l'eix prinenc que fa frontera amb Andorra i França. Se la pot trobar sobre roques ben abrigades i amb bona insolació. | [ 110 ] [ 111 ] |        |
| Iberolacerta aranica       | Sargantana aranesa         | [ 113 ]     | Sol mesurar entre 5 a 6 cm. És robusta, té extremitats curtes, dits llargs i la cua és dues vegades la mida de la resta del cos. És de color gris i amb dues línies paravertebrals de punts foscos.                                                                          | [ 114 ] [ 115 ] |        |
| Podarcis muralis           | Sargantana roquera         | [ 116 ]     | Mesura entre 5 i 7 cm sense comptar la cua. Té una gran varietat de coloració que va de marró, gris i verd. En general es pot apreciar una línia de punts negres al dors i una banda fosca a cada costat.                                                                    | [ 117 ] [ 118 ] |        |
| Podarcis pityusensis       | Sargantana de les Pitiüses | [ 119 ]     | Endèmica de les Pitiüses, aquesta espècie de sargantana ha estat introduïda a les costes de Barcelona. De grandària mitjana i aspecte variable, és una espècie robusta, de potes fortes i cap curt.                                                                          | [ 120 ] [ 121 ] |        |

### Blànids
| Espècie         | Nom comú     | Distribució | Descripció | EC              | Imatge |
| --------------- | ------------ | ----------- | --- | --------------- | ------ |
| Blanus cinereus | Serpeta cega | [ 122 ]     | Pot arribar a mesurar fins a 25 cm. Té una variació de color que va des de colors foscos com el negre o gris a més clars com el rosat. Se sol ocultar sota les pedres i troncs caiguts. | [ 123 ] [ 124 ] |        |

### Colúbrids
| Espècie                 | Nom comú                 | Distribució | Descripció | EC              | Imatge |
| ----------------------- | ------------------------ | ----------- | --- | --------------- | ------ |
| Natrix natrix           | Serp de collaret         | [ 125 ]     | Sol fer entre 90 i 120 cm. Els exemplars ibèrics presenten el dors de color verd oliva, amb nombroses i petites taques negres disposades irregularment. El ventre, tret de la regió del coll, és gairebé negre.                                                  | [ 126 ] [ 127 ] |        |
| Natrix maura            | Serp d'aigua             | [ 128 ]     | Pot arribar a fer 70 cm de llargada. La coloració i el disseny són molt variables (hi ha exemplars que van del verd clar al vermell i d'una línia patent en ziga-zaga que recorre el dors fins a dues conspícues línies longitudinals blanques o àdhuc grogues). | [ 129 ] [ 130 ] |        |
| Coronella austriaca     | Serp llisa septentrional | [ 131 ]     | No sol sobrepassar els 60 cm de longitud i els 50 g de pes. El cap té una forma ovalada, en proporció al cos, és relativament petit. Generalment és de color grip, tot i que pot tenir tons rogencs.                                                             | [ 132 ]         |        |
| Coronella girondica     | Serp llisa meridional    | [ 133 ]     | Pot arribar als 60 cm. És de color marró, grisenc o vermellós, amb barres transversals marrons o negres. Al clatell hi té una marca fosca en forma de U o un parell de taques allargades fosques.                                                                | [ 134 ] [ 135 ] |        |
| Rhinechis scalaris      | Serp blanca              | [ 137 ]     | És fàcilment identificable perquè té dues ratlles negres i paral·leles sobre el seu dors brunenc. Pot arribar a mesurar 180 cm, però normalment no sobrepassa els 150 cm.                                                                                        | [ 138 ] [ 139 ] |        |
| Zamenis longissimus     | Serp d'Esculapi          | [ 141 ]     | És una serp no verinosa, molt prima i llarga. Té molta destresa per pujar als arbres. De jove s'alimenta de sargantanes petites. A mesura que creix va incorporant ratolins, talpons i musaranyes.                                                               | [ 142 ] [ 143 ] |        |
| Hemorrhois hippocrepis  | Serp de ferradura        | [ 145 ]     | El dors és de color fosc i alguns individus són quasi negres. El color de fons està cobert de petites taques groguenques que formen dibuixos regular. No sol mesurar més de 175 cm.                                                                              | [ 146 ] [ 147 ] |        |
| Hierophis viridiflavus  | Serp verd-groga          | [ 149 ]     | És una serp de colors vius, amb taques i dibuixos, predominant el negre, el verd clar i el groc. Les serps joves tenen una coloració més clara amb tons verdosos i grisencs. Els exemplars adults poden arribar a una talla màxima de 170 cm.                    | [ 150 ] [ 151 ] |        |
| Malpolon monspessulanus | Serp verda               | [ 152 ]     | Pot arribar tranquil·lament als 2 metres, i se n'han trobat alguns exemplars de 2 mestres i mig. Té els ulls grans, amb les escames supraoculars molt sortides en forma de cella prominent. És una serp verinosa.                                                | [ 153 ] [ 154 ] |        |

### Vipèrids
| Espècie         | Nom comú         | Distribució | Descripció | EC              | Imatge |
| --------------- | ---------------- | ----------- | --- | --------------- | ------ |
| Vipera latastei | Escurçó ibèric   | [ 155 ]     | El dors sol ésser bru o grisenc, amb una ratlla vertebral en ziga-zaga de tons més foscos. Al mateix temps, també en els flancs hi ha un seguit de taques més o menys circulars que recorren tota la llargària de l'ofidi. Pot mesurar fins a 75 cm. | [ 156 ] [ 157 ] |        |
| Vipera aspis    | Escurçó pirinenc | [ 158 ]     | El cap, de forma triangular, es diferencia notablement del tronc. El cos és aplanat, amb la cua curta, cònica i acabada en punta roma. Pot arribar a mesurar fins a 75 cm.                                                                           | [ 159 ] [ 160 ] |        |